# Lịch sử ngành giáo dục ở Ba Lan
Tất cả các hoạt động trong lịch sử của Ba Lan nhằm mục đích giáo dục và nuôi dạy. Các cấu trúc cơ bản mà các hoạt động giáo dục được thực hiện trong nhà nước là hệ thống giáo dục và giáo dục đại học.

#### Thời kỳ trung cổ
Các hình thức giáo dục có tổ chức sớm nhất ở Ba Lan bao gồm các trường dòng được thành lập vào thế kỷ 11 và 12 ở các giáo xứ và các trường bình dân trong dân gian. Các trường này được thành lập tại Poznań, Płock, Wrocław, Włocławek, Kraków, Sandomierz, Wiślica, Łęczyca, Głogów, Legnica và Brzeg. Vào thế kỷ 13, với sự hỗ trợ của chính quyền thành phố, các trường giáo xứ đã phát triển mạnh mẽ, đó là kết quả của việc thực hiện các quyết định của Công đồng Lateran IV (1215). Năm 1364, Vua Casimir III Đại đế (Kazimierz III) đã thành lập một trường đại học ở Krakow, mô phỏng theo các trường đại học Padua và Bologna. Trường đại học đã được đổi mới vào năm 1400 bởi Vua Władysław II Jagiełło, người đã phát triển nó theo hướng các giải pháp được áp dụng tại Đại học Paris (bốn khoa).

#### Thời kỳ Phục hưng và Cải cách
Trong không khí của thời kỳ Phục hưng, số lượng thanh niên Ba Lan được cử đi du học ngày càng tăng. Năm 1519, giám mục Jan Lubrański thành lập một Trường học thuật (Gymnazjum akademickie) ở Poznań (Học viện Lubrański). Đổi lại, ảnh hưởng của cuộc Cải cách dẫn đến việc thành lập các Trường Lutheran: Trường học thuật Elbląg (1535), Trường học thuật Gdańsk (1568), Trường học thuật Toruń (1568). Các trường Tin lành cũng được thành lập ở Bojanów, Wschowa, Rawicz và Zduny. Những người theo chủ nghĩa Calvin thành lập một Trường ở Pińczów vào năm 1551. Anh em người Ba Lan, còn được gọi là Arians, đã có thành tích giáo dục nghiêm túc. Trong số đó có Wojciech từ Kalisz, hiệu trưởng của Trường học Arian ở Lubartów và là người đồng sáng lập Học viện Rakowska. Anh em người Séc thành lập một trường học ở Leszno, do Jan Ámos Komenský đứng đầu trong những năm 1636–1641 [1].

Stanislaw Konarski (1700-1773) nhà cải cách giáo dục người Ba Lan ở thế kỷ 18

Fr.. Stanisław Konarski (1700–1773), nhà cải cách giáo dục Ba Lan vào thế kỷ 18

#### Thời kỳ phản cải cách
Sự tồn tại của giáo dục Tin lành đã dẫn đến sự phát triển của giáo dục giáo xứ Công giáo vào thế kỷ 16. Nhiều cơ sở giáo dục mới của Giáo hội Công giáo được tạo ra bởi các tu sĩ Dòng Tên được đưa đến Ba Lan vào năm 1564. Họ trở thành nhà tổ chức chính của các trường học trong cả nước. Họ đã tạo ra các trường cao đẳng Dòng Tên, hai trong số đó (ở Vilnius và Lviv) đã trở thành cơ sở của các trường đại học mới: Học viện Vilnius thành lập năm 1579 bởi Vua Stefan Batory và Học viện Lviv thành lập năm 1661 bởi Vua Jan II Kazimierz [1].
Phản cải cách cũng được cho là có tác động tiêu cực đến giáo dục, bao gồm cả cuộc khủng hoảng ở Học viện Krakow vào thế kỷ 17. Một biểu hiện của việc xa rời những hiện tượng này là việc Jan Zamoyski thành lập Học viện Zamoyski ở Zamość vào năm 1595, một trường bán đại học nhân văn có hồ sơ thế tục, giáo dục vì dịch vụ công [1].

#### Thời kỳ khai sáng
Một nhân vật quan trọng trong sự phát triển của nền giáo dục Ba Lan trong thế kỷ 18 là Piarist Stanisław Konarski. Tại Collegium Nobilium, nơi ông thành lập năm 1740 ở Warsaw, ông đã triển khai một chương trình giảng dạy mới (triết học hiện đại, ngôn ngữ hiện đại, khoa học tự nhiên, tiếng Latinh cải cách, tiếng Ba Lan), trong đó ông đặt trọng tâm vào giáo dục công dân. Phù hợp với những giả định này, trong những năm 1753–1756, ông đã cải tổ các trường Piarist và ảnh hưởng đến những thay đổi trong các trường Dòng Tên [1].
Một giải pháp sáng tạo là do Vua Stanisław August Poniatowski sáng tạo vào năm 1765 của một trường công lập (quân sự và dân sự) có quyền Trường Hiệp sĩ (hay còn gọi là Học viện Quân đoàn Quý tộc của Bệ hạ và Cộng hòa Ba Lan) [1].
Năm 1773, Seym thành lập Ủy ban Giáo dục Quốc gia, một cơ quan quyền lực nhà nước thế tục chịu trách nhiệm về giáo dục trong nước [1] [2]. KEN tiếp quản tài sản còn lại sau khi Dòng Tên bị giải thể, bao gồm các trường cao đẳng và trường học của Dòng Tên. Nó đã thông qua một chính sách giáo dục thống nhất cho cả nước. Chương trình giảng dạy mới đã giới thiệu tiếng Ba Lan là ngôn ngữ giảng dạy, khoa học tự nhiên, vật lý, toán học, các yếu tố của luật, đạo đức dựa trên luật tự nhiên. Dưới sự chỉ đạo của Hugo Kołłątaj, Ủy ban đã cải tổ Học viện Krakow và Học viện Vilnius, được gọi là "trường chính". Hiệp hội Sách Tiểu học được thành lập, tổ chức này đã chuẩn bị một loạt sách giáo khoa cho các trường học quốc gia [2] [1]. Giám sát sư phạm đối với toàn bộ hệ thống giáo dục đã được đưa ra (các trường tiểu học chịu trách nhiệm giám sát. Để quản lý hiệu quả các trường học, lãnh thổ của đất nước được chia thành 10 sở (6 ở Crown và 4 ở Litva). Thanh tra trường học được sử dụng [2].

#### Thời kỳ bị chiếm đóng (1772-1918)
Ba lần 1772-1795; 1795-1831, 1831-1918.
Ban đầu (1772-1795), trong phân vùng của Nga, người Ba Lan có quyền tự do giáo dục đáng kể. Adam Jerzy Czartoryski, Stanisław Kostka Potocki, Tadeusz Czacki, Jan Śniadecki và Jędrzej Śniadecki đã ám chỉ các hoạt động vì giáo dục của họ đến thành tích của Ủy ban Giáo dục Quốc gia. Vào đầu thế kỷ 18 và 19, Đại học Vilnius là trung tâm giáo dục quan trọng trong khu vực này. Năm 1805, Tadeusz Czacki, hợp tác với Hugo Kołłątaj, tổ chức Trường Trung học Krzemieniec [3].
Các vấn đề giáo dục ở Công quốc Warsaw được quản lý bởi Phòng Giáo dục thành lập năm 1807, được đổi tên thành Tổng cục Giáo dục Quốc gia vào năm 1812. Các nhà hoạt động giáo dục hàng đầu lúc bấy giờ là Stanisław Kostka Potocki và Stanisław Staszic [3]. Một trong những thành tựu hàng đầu của Phòng Giáo dục là việc thông qua đạo luật ngày 12 tháng 1 năm 1808 về việc tổ chức các trường tiểu học của thành phố và nông thôn [2].
Sau Đại hội Vienna (1815), Đại học Warsaw được thành lập vào năm 1816, bao gồm 5 khoa (cho đến khi bùng nổ cuộc Khởi nghĩa tháng 11, trường đã có 1.254 sinh viên tốt nghiệp). Cơ quan trung ương của cơ quan quản lý giáo dục của Vương quốc Ba Lan là Ủy ban Tôn giáo và Giáo dục Công cộng của Chính phủ. Năm 1821, nó do Stanisław Grabowski đứng đầu. Một nhân vật quan trọng khác của Ủy ban Chính phủ là Józef Kalasanty Szaniawski. Trong thời trị vì của họ, giáo dục tiểu học đã sa sút. Stanisław Staszic đã đóng góp vào sự phát triển của giáo dục nghề nghiệp, nằm trong kế hoạch công nghiệp hóa đất nước của ông. Staszic đã khởi xướng việc thành lập Học viện Khai khoáng và Học viện ở Kielce vào năm 1816. Năm 1818, Trường Lâm nghiệp Đặc biệt được thành lập, và vào năm 1819 tại Marymont gần Warsaw, Viện Nông học và Viện Thú y. Năm 1826, Trường Kiến trúc Dân dụng được thành lập tại Warsaw [3].
Sau Cuộc nổi dậy tháng 11 năm 1831 (Bắt đầu thời kỳ chiếm đóng lần thứ 3 - (1831-1918), chính quyền Nga hoàng đã đóng cửa Đại học Warsaw và Đại học Vilnius vào năm 1831, đồng thời đưa tiếng Nga vào giảng dạy trong các trường tiểu học và trung học. Các hoạt động Nga hóa mạnh mẽ đã được triển khai. Nhiều trường học đã bị đóng cửa. Tuy nhiên, vào năm 1841, vì những lý do thực dụng, một Trường học Thực tế đã được mở ở Warsaw, và vào năm 1857 là Học viện Y khoa-Phẫu thuật. Hoạt động của Viện Nông học ở Marymont cũng được nối lại. Aleksander Wielopolski trở thành người đứng đầu Ủy ban Tôn giáo và Khai sáng của Chính phủ, được thành lập vào năm 1861. Năm 1862, chính quyền Nga đã ban hành một đạo luật về giáo dục công ở Vương quốc Ba Lan. Nó khôi phục lại ngôn ngữ giảng dạy của Ba Lan trong các trường học và trao cho họ quyền tự chủ một phần. Hệ thống trường học mới do cô giới thiệu đã thành lập một phòng tập thể dục thấp hơn 4 lớp và một phòng tập thể dục cao hơn 7 lớp. Hai trường đại học được thành lập: Trường Kinh tế Warsaw và Viện Nông lâm nghiệp ở Puławy [3].
Cuộc nổi dậy tháng Giêng (1863–1864) khiến các nhà cầm quyền Nga hoàng phải hủy bỏ quyền tự trị của giáo dục và ngay lập tức và hoàn toàn Nga hóa nó. Giáo dục tiểu học bị giảm sút. Trường Kinh tế Warsaw trở thành một trường đại học của Nga vào năm 1869 [3].
Sự Nga hóa giáo dục dẫn đến các hoạt động giáo dục có âm mưu ở phía Ba Lan. Chúng có liên quan đến chiến dịch tự giáo dục của những người trẻ tuổi, các bài giảng tại Đại học Flying (1887–1905), cái gọi là các trường đại học dân gian, sự phát triển của các tạp chí truyền kỳ. Hoạt động tự giáo dục được hỗ trợ bởi các nhà xuất bản như Poradnik dla Samouków (Hướng dẫn tự học) (chủ biên: Stanisław Michalski) [3], được xuất bản từ năm 1897.
Cuộc cách mạng năm 1905 ở Vương quốc Ba Lan đã gây ra sự phản đối đối với nền giáo dục Nga. Việc tẩy chay các tổ chức này, sau đó được bắt đầu, kéo dài cho đến khi Thế chiến thứ nhất bùng nổ. Vào thời điểm đó, các hình thức giáo dục xã hội phát triển, chẳng hạn như Đại học cho Tất cả (dựa trên các trường đại học dân gian), Các khóa học khoa học cao hơn (dựa trên Đại học Bay). Giáo dục tiểu học được phát triển bởi Hiệp hội Giáo dục Ba Lan, và hiện tượng mù chữ phổ biến (vào năm 1897, có tới 69,5% dân số Vương quốc mù chữ) Hiệp hội khóa học mù chữ cho người lớn. Năm 1906, trường Thương mại tư nhân được thành lập. L. Kronenberg [3].
Trong phân vùng của Áo, giáo dục được hưởng những lợi ích của quyền tự trị đối với Galicia, điều này khiến nó có thể mang lại cho nó một hồ sơ Ba Lan, mặc dù trung thành với chế độ quân chủ Habsburg. Hội đồng Trường học Quốc gia chịu trách nhiệm về các vấn đề giáo dục ở đó [2].
Sau khi Chiến tranh thế giới thứ nhất bùng nổ, hoạt động của các giáo viên Ba Lan hồi sinh. Năm 1914, Ủy ban Sư phạm được thành lập tại Warszawa. Đối tác của nó ở Kraków là Văn phòng Trường Trung tâm, được thành lập vào năm 1915. Các đại hội toàn quốc dành cho giáo viên đã được tổ chức: ở Warsaw vào tháng 12 năm 1917, ở Kraków vào tháng 1 năm 1918 và ở Piotrków vào tháng 8 năm 1918 [3].
Trẻ em Ba Lan tham gia cuộc đình công ở trường học ở Września năm 1901
Trong phân vùng Phổ, tiếng Đức được dùng làm ngôn ngữ giảng dạy trong trường học. Mùa xuân các quốc gia góp phần làm giảm áp lực Đức hóa. Ngôn ngữ giảng dạy của Ba Lan đã được đưa vào các trường tiểu học, trung học cơ sở, trường học ở Silesia và các trường trung học cơ sở theo đạo Tin lành. Ewaryst Estkowski đã đóng góp vào sự phát triển của các trường tiểu học (dân gian). Vào nửa sau thế kỷ XIX, chính sách không xé rách trở lại. Để đối phó với xu hướng này, năm 1901 một cuộc bãi công của học sinh ở Września đã diễn ra, lan rộng ra ngoài thị trấn và được tiếp tục dưới nhiều hình thức cho đến năm 1907. Các hoạt động giáo dục của Ba Lan được hỗ trợ bởi các sáng kiến ngoài trường học. Những điều này bao gồm việc thành lập "Trường học Ba Lan" định kỳ sư phạm đầu tiên của Ba Lan (1849–1853), thành lập các xã hội giáo dục (ví dụ như Karol Marcinkowski Scientific Aid Society, Society of People's Reading Rooms, được thành lập năm 1841), và các hoạt động của các nhà hát nghiệp dư [3].
Nhóm các giáo viên hàng đầu của thời kỳ phân vùng Ba Lan bao gồm, trong số những người khác Jan Władysław Dawid, Stanisław Karpowicz, Izabela Moszczeńska-Rzepecka, Stefania Sempołowska, Aniela Szycówna, Maria Weryh của [2].

### Thời kỳ Cộng hòa Ba Lan thứ hai (1919-1939)
Tại quốc gia Ba Lan, tái sinh sau Thế chiến thứ nhất, vào tháng 12 năm 1918, Bộ Tôn giáo và Giáo dục Công cộng được thành lập. Nó do Ksawery Prauss đứng đầu. Bộ được thành lập trên cơ sở Cục Tôn giáo và Giáo dục Công cộng do Hội đồng Nhà nước Vương quốc Ba Lan thành lập [3].
Cho đến năm 1922, hệ thống trường học được thống nhất trong cả nước. Vào ngày 14–17 tháng 4 năm 1919 MWRiOP tổ chức Đại hội giáo viên toàn quốc được gọi là "Đại hội giáo viên" [2] [3]. Ông đã áp dụng các giả định của hệ thống trường học mới. Các yếu tố của nó là: trường tiểu học đồng đều và miễn phí, thời gian học bắt buộc 7 năm, tính thấm nhập của giáo dục trong các trường ở các cấp học cụ thể, tạo điều kiện để tiếp cận với giáo dục đại học. Các yêu cầu của công ước đã được tính đến một phần. Nghị định của Quốc trưởng ngày 7 tháng 2 năm 1919 về giáo dục bắt buộc đã đưa ra một trường tiểu học bắt buộc, miễn phí cho lớp 7 (nghĩa vụ bắt đầu từ năm 7 tuổi và kết thúc vào năm 14 tuổi). Việc thực hiện các quy định của Nghị định gặp rất nhiều trở ngại. Trong năm học 1922/23, giáo dục tiểu học được cung cấp bởi: trẻ em ở phương Tây 94,7%, ở Silesia - 86,3%, ở Galicia - 76%, ở trung tâm - 66,2%, ở phía đông - 34,7%. Trong giáo dục trung học cơ sở, có 8 lớp trung học cơ sở bao gồm hai giai đoạn: 3 lớp đầu là giáo dục phổ thông, 5 lớp còn lại theo định hướng một phần. Kỳ thi matura vào cuối cấp trung học là lý do để bắt đầu học đại học. Có các trường tư thục cùng với các trường công lập. Giáo dục ở tất cả các trường trung học cơ sở và trung học phổ thông đều phải trả [4].
Một phần của hệ thống trường học là giáo dục cho các dân tộc thiểu số. Trong năm học 1929/1930, có 790 trường tiểu học sử dụng tiếng Ukraina là ngôn ngữ giảng dạy và 2.336 trường song ngữ (được gọi là "utracwistyczny) với tiếng Ba Lan và Ukraina; 26 trường tiểu học với Belarus, 51 trường truyền thống với Ba Lan và Belarus và 3 trường trung học cơ sở. Trong năm học 1934/35, có 394 trường tiểu học sử dụng tiếng Đức là ngôn ngữ giảng dạy, 203 trường truyền thống và 15 trường trung học cơ sở. Cung tưng co Tuy nhiên, trường học của người Do Thái không được coi là trường của một dân tộc thiểu số mà là một nhóm thiểu số tôn giáo [4].
Biểu ngữ trên cổng chính của Đại học Warsaw năm 1936 yêu cầu giới thiệu một khu ổ chuột băng ghế dự bị tại trường đại học
Có năm trường đại học ở Cộng hòa Ba Lan thứ hai: Đại học Jagiellonian, Đại học Warsaw, Đại học Jan Kazimierz ở Lviv, Đại học Stefan Batory ở Vilnius và Đại học Poznań. Ngoài ra, còn có các trường đại học lớn khác của bang: Đại học Công nghệ Warsaw, Đại học Công nghệ Lviv, Học viện Thú y ở Lviv, Đại học Khoa học Đời sống Warsaw và Học viện Khai thác mỏ ở Kraków. Các trường đại học tư thục là: Học viện Mỹ thuật ở Krakow, Đại học Công giáo Lublin, Đại học Tự do Ba Lan ở Warsaw, Đại học Kinh tế ở Warsaw (cho đến năm 1933 là Trường Kinh tế Warsaw). Năm 1938, có 25 trường đại học, giáo dục khoảng 48 nghìn. sinh viên. Nhóm các trường dạy nghề cao hơn bao gồm: Szkoła Inżynierska im. A. Wawelberg và S. Rotwand ở Warsaw (ước tính năm 1895), Trường Kỹ thuật Nhà nước ở Vilnius (ước tính năm 1922) và các trường giáo dục đại học (còn gọi là sư phạm), bao gồm. tại Katowice, Kraków, Kielce, Học viện Sư phạm Đặc biệt Nhà nước (thành lập năm 1922 nhờ Maria Grzegorzewska) [4].
Trong những năm 1920 và 1930, một số khái niệm cải cách giáo dục toàn diện đã được đệ trình. Điều quan trọng nhất trong số đó đã được báo cáo bởi Stanisław Grabski (1925), Gustaw Dobrucki (1927), Janusz Jędrzejewicz và Kazimierz Pieracki (1932) [2].
Đạo luật năm 1932 đưa ra một cuộc cải cách hệ thống trường học, được gọi theo tên người tạo ra nó và bộ trưởng các giáo phái tôn giáo và khai sáng công chúng Janusz Jędrzejewicz, "cải cách của Jędrzejewicz." Trong mô hình mới, ngoài các trường tiểu học (tiểu học cấp 1, 2, 3, tức là lớp 4, lớp 6 và lớp 7), còn có trường trung học cơ sở 4 năm (xét tuyển sau khi học xong 6 năm tiểu học). Việc bắt đầu giáo dục đại học được điều kiện bằng việc hoàn thành một trường trung học 2 năm với một chương trình mục tiêu (nhân văn, toán học và vật lý, khoa học và cổ điển). Đạo luật đã nâng hạng giáo dục nghề nghiệp. Thay cho các hội thảo đào tạo giáo viên 5 năm trước đây, các trường trung cấp dạy học 3 năm được thành lập. Giáo dục đại học được chuyển đổi bởi luật ngày 15 tháng 3 năm 1933. Nó hạn chế quyền tự chủ của các trường đại học và các trường đại học khác. Bộ trưởng có quyền phê chuẩn hiệu trưởng, thành lập và bãi bỏ các chủ tịch và khoa tại các trường đại học. Các viện đại học đã mất nhiều quyền lực. Lợi dụng quy định này, Bộ trưởng và những người khác vì lý do chính trị, ông đã đóng cửa nhiều sở [4].

### Thời kỳ chiếm đóng của Đức (1939-1945)
Xem bài giáo dục ngầm ở Ba Lan trong CTTG 2
Tại các khu vực được sáp nhập vào lãnh thổ của Đệ tam Đế chế sau ngày 1 tháng 9 năm 1939, nền giáo dục Ba Lan hoàn toàn bị xóa bỏ. Các giáo viên và giảng viên của các cơ sở này đã được chuyển đến Tổng bộ hoặc bị bỏ tù. Ở GG, các cơ quan quản lý nghề nghiệp chỉ còn lại các trường tiểu học và dạy nghề, và phạm vi và trình độ học vấn đã được cố tình giảm bớt. Các trường từ trung học trở lên bị đóng cửa vào mùa thu năm 1939. Là một phần của Sonderaktion Krakau, chính quyền Đức đã bắt giữ các giáo sư của Đại học Jagiellonian và Học viện Mỏ và giam họ trong các trại tập trung. Đó là một phần của âm mưu tiêu diệt giới trí thức Ba Lan. Các nhà chức trách của nhà nước ngầm Ba Lan đã tiến hành hoạt động giảng dạy bí mật bao gồm tất cả các cấp và loại hình giáo dục, bao gồm cả giáo dục hàn lâm. Tổng cộng có khoảng 1 triệu học sinh và sinh viên tham gia giảng dạy bí mật. Tháng 12 năm 1939, Tổ chức Giáo viên Bí mật do Czesław Wycech đứng đầu được thành lập. Năm 1940, Sở Giáo dục và Văn hóa được thành lập trong Cơ quan đại diện của Chính phủ, trực thuộc các Phòng Giáo dục huyện, là cơ quan quyền lực tối cao đối với Ủy ban Giáo dục và Văn hóa huyện và xã. Giáo dục bí mật cũng được tiến hành trong các khu biệt lập Do Thái bị cắt khỏi công chúng. Ngoài Chính phủ chung, giáo dục bí mật được tiến hành ở quy mô nhỏ hơn ở Wielkopolska, Silesia và Pomerania [5].
Bộ bí mật dưới sự chiếm đóng của Đức ở Łopiennik năm 1941
Hậu quả của cuộc khủng bố của Đức Quốc xã năm 1939–1945, khoảng 9.000 người đã chết. giáo viên và khoảng 640 giáo sư, phó giáo sư và trợ lý. Khoảng 6.840 trường tiểu học, 203 trường trung học cơ sở, 295 trường dạy nghề bị phá hủy hoặc hư hỏng. Kẻ chiếm đóng đã cướp gần hết tài sản của các trường đại học [5].
Dưới sự chiếm đóng của Liên Xô bắt đầu vào ngày 17 tháng 9 năm 1939, tất cả các trường tư thục, kể cả trường học của nhà thờ, đều bị quốc hữu hóa. Trường học trở thành một khu vực truyền bá của cộng sản. Trường đại học ở Lviv vẫn tiếp tục hoạt động của nó, nhưng nó đã được mang một ký tự Ukraine. Sau khi Đệ tam Đế chế buộc quân xâm lược Liên Xô khỏi vùng lãnh thổ phía đông của nhà nước Ba Lan vào năm 1941, chính quyền Đức đã cho phép tồn tại giáo dục Ukraine, giáo dục này cũng được sử dụng bởi người dân Ba Lan (31% học sinh và 70% giáo viên), ngoại trừ người Do Thái [5].

### Thời kỳ nước Ba Lan Nhân dân (1945-1989)
Một yếu tố giúp khôi phục các cấu trúc của nhà nước Ba Lan sau khi kết thúc sự chiếm đóng của Đức là việc mở lại các cơ sở giáo dục phổ thông và giáo dục đại học phù hợp với các quy định của luật pháp giữa hai cuộc chiến tranh thế giới. Đại hội Giáo dục Quốc gia tổ chức vào tháng 6 năm 1945 tại Łódź, quy tụ hơn 500 đại biểu từ các giáo viên, chính quyền nhà nước và cả hệ thống chính trị, công nhận "giáo dục phổ cập, miễn phí, công lập và thống nhất, phân cấp mạng lưới các trường trung học, xác định nghĩa vụ thành lập và duy trì các trường mẫu giáo của nhà nước và chính quyền địa phương, duy trì trường phổ thông 8 lớp bắt buộc ở nông thôn và thành phố, thống nhất về tổ chức và chương trình giảng dạy, phát triển trường dạy nghề trên cơ sở trường 8 lớp, giới thiệu dạy nghề cho thanh niên đến 18 tuổi, phát triển các cơ sở giáo dục thường xuyên và phân bổ ngân sách cho các trường nội trú và cấp học bổng cho các học sinh nội trú.
Trong năm học 1945/1946, tất cả các trường đại học đã tồn tại trước Chiến tranh thế giới thứ hai đều hoạt động trở lại trên lãnh thổ mới của đất nước. Các trường đại học mới cũng được thành lập tại Łódź (Đại học Łódź), Toruń (Đại học Nicolaus Copernicus) và Lublin (Đại học Maria Curie-Skłodowska). Nhiều trường sư phạm được thành lập. Trong những năm đầu tiên sau chiến tranh, có tổng cộng 55.000 sinh viên theo học tại các trường đại học, nhiều hơn so với năm học cuối cùng ở Cộng hòa Ba Lan thứ hai [1919-1945].
Một trong những thành tựu lớn nhất của những năm đầu sau chiến tranh là nỗ lực xóa nạn mù chữ. Năm 1949, khoảng 80.000 người đã tham gia chiến dịch chống nạn mù chữ. giáo viên. Hơn 1 triệu trong số khoảng 1,5 triệu người mù chữ trong độ tuổi 14–50 được học đọc và viết. Do vậy, nạn mù chữ không còn tồn tại ở Ba Lan như một hiện tượng phổ biến.
Trong những năm đầu tiên sau Thế chiến II, các cơ sở giáo dục thường xuyên như Viện Giáo dục và Văn hóa Nhân dân, Hiệp hội các trường Đại học Nhân dân của Cộng hòa Ba Lan, Hiệp hội các trường Đại học Công nhân đã được phát triển nghiêm túc.
Mô hình giáo dục mới ở Ba Lan được đưa ra trong phong trào Stalin hóa đời sống nhà nước, do đảng cộng sản (PZPR) và bộ máy chính quyền tạo ra. Hoạt động giáo dục từ đó về sau dựa trên hệ tư tưởng Mác - Lênin. Năm 1949, chương trình giảng dạy tiếng Nga bắt buộc được đưa vào các trường học. Quá trình giải thể các trường tư thục và loại bỏ giáo dục tôn giáo khỏi các trường công lập được khởi xướng. Các trường lớp 7 bắt buộc trở thành cơ sở của hệ thống trường học, trên cơ sở đó bắt đầu giáo dục ở các trường trung học (từ lớp VIII-XI) [6].
Do quá trình công nghiệp hóa đất nước được đẩy mạnh, dẫn đến một làn sóng di cư lớn từ nông thôn ra thành phố, giáo dục nghề nghiệp đã được phát triển, tùy thuộc vào Văn phòng Đào tạo Nghề Trung ương  được thành lập năm 1949 (tồn tại cho đến năm 1956). "Đạo luật tháng 7 năm 1958 khiến việc làm của thanh niên dưới 18 tuổi có điều kiện được đào tạo trong một trường phổ thông hoặc dạy nghề. Hệ quả của nó là sự phát triển của các trường công ty. Việc mở rộng giáo dục nghề nghiệp, đồng thời với việc kìm hãm sự phát triển thêm của các trường trung học phổ thông, chủ yếu là do sự mở rộng của các trường chuẩn bị đào tạo thực hành. thực hành nghề (trường dạy nghề và trường dạy nghề cơ bản). Các trường này đã không mở ra cơ hội học lên cao và bị bỏ bê giáo dục phổ thông. Nhược điểm của tất cả các trường dạy nghề là chuyên môn hóa quá mức, không đáp ứng được nhu cầu của thị trường lao động. "[6].
Năm 1947, các trường đại học đã đưa ra các nghiên cứu hai chu kỳ (học nghề 3 hoặc 4 năm và nghiên cứu MA 2 năm). Quy tắc này không áp dụng cho các nghiên cứu y học. Vào đầu những năm 1940 và 1950, các khoa y tế, thú y, nông nghiệp và lâm nghiệp bị loại khỏi các trường đại học, tạo ra các trường đại học riêng biệt (bao gồm cả các học viện y khoa). Năm 1954, các khoa thần học được loại bỏ khỏi các trường đại học và Học viện Thần học Công giáo ở Warsaw và Học viện Thần học Cơ đốc ở Warsaw được thành lập. Do thừa nhận tư tưởng Mác-Lênin ràng buộc tình trạng học đường, nhiều người công khai chống lại tình trạng này đã mất chức giáo viên và giảng viên [6].
Trường Millennium ("thiên niên kỷ") ở Węgierska Górka (1973)
Đạo luật năm 1951 tước quyền tự chủ của các trường đại học. Quyền hạn của các cơ quan đại học của các trường đại học đã được mở rộng ở một mức độ nào đó trên cơ sở quy định của pháp luật năm 1956. Năm 1951–1961, số sinh viên tăng từ 141.000 lên 172.000 [6].
Các cơ quan nhà nước cộng sản phải chịu sự giám sát chặt chẽ của giới khoa học. Một biểu hiện của điều này là sự thành lập vào năm 1951 của Ủy ban Trình độ Trung ương, một cơ quan nhà nước chịu trách nhiệm trao các học vị, sau khi xác minh trước các đặc điểm phi khoa học của các ứng viên [7].
Đạo luật ngày 15 tháng 7 năm 1961 đưa ra một cuộc cải cách trường học. Một trong những biểu hiện của nó là việc thành lập một trường tiểu học 8 năm và kéo dài thời gian giáo dục bắt buộc đến năm 17 tuổi. Các trường học mang tính cách thế tục, việc giảng dạy tôn giáo được chuyển sang các điểm giáo lý ngoài trường học. Trong những năm 1962-1971, chi tiêu cho giáo dục tăng lên đáng kể. Từ năm 1959 đến năm 1965, hơn 1.200 "trường thiên niên kỷ" mới (cái gọi là "thiên niên kỷ") đã được xây dựng để kỷ niệm 1000 năm thành lập nhà nước Ba Lan. Cải cách giáo dục đã cải thiện tình hình giáo viên. Giáo dục của nhóm chuyên môn này được phát triển thông qua việc mở rộng các nghiên cứu giảng dạy 2 năm (150.000 giáo viên được đào tạo theo phương thức này cho đến năm 1970) [6].
Đạo luật về giáo dục đại học được thông qua vào ngày 31 tháng 3 năm 1965, bao gồm tạo điều kiện cho sự phát triển của các viện trong trường đại học, giới thiệu các điểm ưu đãi cho các ứng viên nghiên cứu về nguồn gốc giai cấp công nhân và nông dân (cái gọi là điểm xuất thân). Trong những năm 1960, số lượng sinh viên tăng gấp đôi (lên 330,8 nghìn người ở ak. 1970/1971). Các cuộc biểu tình của sinh viên năm 1968 đã tạo cơ hội cho chính quyền Cộng hòa Nhân dân Ba Lan thắt chặt sự giám sát của bộ trưởng đối với các trường đại học [6].
Trong những năm 1970, các cơ quan nhà nước đã phát triển khái niệm trường phổ thông 10 năm (cái gọi là "trường 10 tuổi"). Các nền giáo dục cao hơn đã được dựa trên cơ sở đó: các trường dạy nghề 2 năm cho các ứng viên học cao hơn và các trường dạy nghề 2 năm cho những người dự định chuyển đến làm việc. Năm 1981, các kế hoạch cải cách cơ cấu hệ thống giáo dục bị bỏ rơi [6].

### Thời kỳ Cộng hòa thứ ba của Ba Lan (1989 đến nay)
Bước thay đổi cơ bản về chính trị ở Ba Lan, bắt đầu từ năm 1989, giúp các trường có thể giành quyền tự chủ rộng rãi, về tài chínhcũng như về chương trình giảng dạy. Giáo dục tôn giáo đã được đưa vào các trường nhưu môn học tự nguyện. Trong những năm 1991–1996, các trường công lập được chuyển về các xã quản lý. Nhờ vào chủ trương Xã hội hóa Giáo dục, Giáo dục tư nhân phát triển. Cũng trong thời kỳ này, lần đầu tiên kể từ năm 1945, số lượng trường học cho các dân tộc thiểu số trên toàn quốc gia tăng.
Số lượng sinh viên đại học ngày càng tăng: năm 1990 có khoảng 400.000 người, năm 2000 khoảng 1,6 triệu người [9].
Hiến pháp của Cộng hòa Ba Lan ngày 2 tháng 4 năm 1997, quy định rộng rãi các vấn đề giáo dục, bao gồm cả việc gia hạn nghĩa vụ học tập cho đến năm 18 tuổi [8].
Năm 1999, cả nước bắt đầu thực hiện cải cách hệ thống giáo dục. Các đơn vị chính quyền tự quản ở địa phương là cơ quan lãnh đạo hầu hết các trường học. Thành lập trường tiểu học 6 năm, trường trung học cơ sở 3 năm và trường trung học phổ thông 3 năm (trường trung học chuyên biệt 3 năm, trường dạy nghề 2 năm và trường dạy nghề 2, 3 - 4 học kỳ). Năm 2000, một hệ thống thăng hạng nghề nghiệp của giáo viên được đưa ra, nhằm nâng cao trình độ của giáo viên và đa dạng hóa vị thế của họ về uy tín và thu nhập [8].
Năm 2017, một cuộc cải cách khác của hệ thống giáo dục đã được khởi xướng [8].
Các cơ sở giáo dục đại học ở Ba Lan được trao quyền tự chủ sau năm 1989. Tình trạng của họ được quy định bởi Đạo luật ngày 12 tháng 9 năm 1990 về Giáo dục đại học, Đạo luật ngày 26 tháng 6 năm 1997 về các trường dạy nghề cao hơn, Đạo luật ngày 27 tháng 7 năm 2005 Luật Giáo dục Đại học. Ngày 1 tháng 10 năm 2018, Luật Giáo dục Đại học và Khoa học ngày 20 tháng 7 năm 2018 có hiệu lực (cái gọi là Hiến chương Khoa học được thành lập theo sáng kiến của Bộ trưởng Bộ Khoa học và Giáo dục Đại học, Jarosław Gowin) [10].
Quá trình phong học hàm, học vị từ năm 1989 đến nay vẫn do Hội đồng Học vị Trung ương giám sát [11].

## = Tham khảo
1. ↑  https://encyklopedia.pwn.pl/haslo/;4575100

=
1. Cải cáhh ghttps://pl.wikipedia.org/wiki/Reforma_systemu_o%C5%9Bwiaty_z_1961_roku
2. Cải cách giáo dục năm 1991
3. Cuộc cải cách Jedrzejewicz